# Cédric Van der Elst
Cédric Van der Elst (Genk, 19 juni 1980) is een Belgisch ex-profvoetballer die speelde voor KRC Genk, MVV, Heusden-Zolder, OH Leuven, KSK Tongeren en Eendracht Termien.

## Carrière als speler
Van der Elst speelde gedurende zijn hele loopbaan nabij zijn geboorteplaats Genk. Hij begon in de jeugd van Winterslag en Genk om vervolgens in het seizoen 1999-2000 in het eerste elftal van KRC Genk te debuteren. Na verhuurperiodes bij MVV Maastricht en Beringen-Heusden-Zolder stapte hij over naar laatstgenoemde club. Vervolgens speelde hij nog een tijd in de Tweede Divisie bij OH Leuven en KSK Tongeren om zijn loopbaan in 2015 te beëindigen bij Eendracht Termien.